# 글로벌 슈퍼 아이돌
《글로벌 슈퍼 아이돌》은 KBS Joy에서 2012년 5월 7일부터 2012년 8월 9일까지 방송된 TV 프로그램이다. 우승팀에게는 10억 원의 상금이 지급되기로 되어 있었으나, 이후 3억 원으로 축소되었다. 한국, 중국, 태국의 연습생들이 참여하며, 중국과 태국에서 예선을 거쳐 뽑힌 10명이 한국 연습생 20명이 진출해 있는 최종예선에 합류하게 되어, 6팀이 생방송 무대에 서게 된다. 최종 결선 입상자 전원은 아이돌 그룹으로 데뷔할 기회를 얻게 된다.

## 출연
- 이재훈 (심사위원)
- 바다 (심사위원)
- 김조한 (심사위원)
- 알리 (보컬 트레이너)
- 차지연 (보컬 트레이너)
- 신사동 호랭이 (프로듀서)

## 참가자
- made는 Top6 경연에서 탈락했으나 파이널을 앞두고 패자부활했다. 따라서 모노사운드와 D2M은 TOP5가 아닌 TOP4로 분류한다.
- 20명이 남은 시점부터는 6팀으로 재편하여 진행되었다.

| 순위      | 이름                | 예명         | 소속사                                           | 소속그룹   |
| --------- | ------------------- | ------------ | ------------------------------------------------ | ---------- |
| 1위       | 김지민 (트위티)     |              |                                                  |            |
| 1위       | 정예원 (트위티)     | 예원         |                                                  |            |
| 1위       | 최정원 (트위티)     |              |                                                  |            |
| Top3(2위) | PAM (made)          |              |                                                  |            |
| Top3(2위) | 서정수 (made)       |              |                                                  |            |
| Top3(2위) | 원진경 (made)       |              |                                                  |            |
| Top3(2위) | 정종민 (made)       |              |                                                  |            |
| Top3(3위) | MEMI (gemstone)     |              |                                                  |            |
| Top3(3위) | 서주우 (gemstone)   | 주우         | HMI                                              | 前비밥     |
| Top3(3위) | 윤지 (gemstone)     |              |                                                  |            |
| Top3(3위) | Pleng (gemstone)    |              |                                                  |            |
| Top4      | 고혜정 (모노사운드) |              |                                                  |            |
| Top4      | 김용희 (모노사운드) | 용희         | C9                                               | CIX        |
| Top4      | 김태양 (모노사운드) |              |                                                  |            |
| Top4      | 김민지 (D2M)        |              |                                                  |            |
| Top4      | 박민지 (D2M)        |              |                                                  | 前허밍J    |
| Top4      | 이도현 (D2M)        |              | 지니실용음악학원                                 |            |
| Top6      | 마수혜 (씨니컬즈)   |              | 오앤오                                           | 트윈나인   |
| Top6      | 반미선 (씨니컬즈)   | 반니         | 8ballsound                                       |            |
| Top6      | 송인애 (씨니컬즈)   | 前인애       |                                                  | 前몰릭     |
| Top27     | 리밍린              |              |                                                  |            |
| Top27     | 박기연              |              |                                                  |            |
| Top27     | 박주혜              | 미모, 前주혜 | 루비                                             | 미모       |
| Top27     | 안은비              |              | 서경대학교부설실용음악영재교육원, 잼뮤직아카데미 | 올어라운드 |
| Top27     | Fuse                |              |                                                  |            |
| Top27     | Pleum               |              |                                                  |            |
| Top27     | Poon                |              |                                                  |            |